# Amurrio
Amurrio è un comune spagnolo di 9 879 abitanti (2007) situato nella comunità autonoma dei Paesi Baschi. È formato da 10 nuclei abitati con propri consigli dei quali Amurrio è il più popolato e sede del municipio. Si trova all'incrocio di due importanti strade: una che va da Vitoria-Gasteiz a Balmaseda e l'altra da Bilbao a Pancorbo. Il capoluogo del comune, posto all'altitudine di 215 m s.l.m., dista 37 km da Bilbao.
La distribuzione degli occupati secondo il tipo di lavoro assegna il 45,6% all'industria, il 43% ai servizi, l'8.2% alle costruzioni edili e il 3,2% all'agricoltura. L'industria e formata da medie aziende metalmeccaniche, alimentari, ferroviarie, del legno con piccole fabbriche di mobili e artigianato di oreficeria. L'agricoltura presente solo nella parte bassa del territorio comunale per la difficoltà di praticarla nella parte montana boscosa e scoscesa, è dedita alla coltivazione del mais, delle patate, della frutta e solo in parte dell'uva e del grano. Importante è l'allevamento del bestiame ovino e bovino.

## Storia
Nella regione ci fu certamente una presenza umana nel Neolitico come si evince dai resti archeologici. I Romani la conquistarono insediandosi nelle terre occupate da tribù di diverse etnie in Ayala e loro vestigia si trovano anche ad Amurrio.
La fondazione del primo nucleo abitato di Amurrio risale al 1040 ad opera di Garcia III che la inglobò nel regno di Navarra e in questo il paese rimase nei secoli XI e XII, importante per la sua posizione geografica all'incrocio di strade che collegavano il mare e la Cantabria alla Castiglia. Oltre a ciò con i pellegrinaggi verso Santiago di Compostela il suo territorio fu attraversato dal cosiddetto Camino Francés. Per aiutare i pellegrini fu costruito l'Hospital de San Anton. Dal 1373 fece parte della Tierra de Ayala creata da Pedro López de Ayala ed ebbe il privilegio per cui i suoi abitanti non erano soggetti alla leva militare, privilegio che perse solo nel 1875. Nel 1463 entrò nelle Hermandades de Ayala col privilegio di conservare i propri usi e costumi oltre a quelli di cui già godeva. 
Nel 1793 contava solo 194 abitanti e dovette sopportare durante la guerra d'indipendenza le angherie e i soprusi inflitti agli abitanti dalle truppe francesi che occuparono il paese. Nel 1835 fu sede del quartier generale delle truppe di don Carlos impegnate nella cosiddetta guerra carlista durante la quale da parte delle truppe isabelline furono incarcerati i reggitori della cosa pubblica ed anche il parroco incolpati di simpatie carliste.
Con la rivoluzione industriale cominciarono a formarsi le prime imprese industriali e artigiane ma lo sviluppo industriale si ebbe soprattutto a partire dalla metà del secolo scorso quando si ebbe di conseguenza una immigrazione operaia consistente con aumento rapido della popolazione come si evince dai dati relativi a partire dal 1826 anno in cui il numero di abitanti fu di 1 100, salendo a 1 200 nel 1900, a 1 700 nel 1930, a 5 384 nel 1970, a 9 695 nel 2001, agli attuali intorno ai 10 000. Questo arrivo di persone da altri centri anche lontani che non parlavano e non capivano il basco sconvolse i tradizionalisti che si preoccuparono di questa perdita d'identità insistendo perché nelle scuole fin dalle prime classi si parlasse nella lingua basca e si desse maggiore spazio allo studio della cultura, della storia e del folclore locale.
Nel 1904 fu costruito il municipio (Ayuntamiento) e nel 1919 il re Alfonso XII le concesse il titolo di Villa.

## Monumenti e luoghi d'interesse
Iglesia Parroquial de Santa Maria risalente al XII secolo rimodellata nel XVI, Iglesia de San Martin romanica restaurata nel XVIII secolo, Ermita de San Antoni del XIII secolo, Ermita de N. S. de la Pietad del XVII secolo, Ermita de san Roque del XVIII secolo, Ermita de San Manés del XVIII secolo, Casa-torre Ugarte del 1718, Torre Mariaca del XIII secolo, Torre Urrutia del XVI secolo, Torre Saerin del XVI secolo, Torre de Menaijur del XV secolo, Torre de Artomaña del XIV secolo, Palacio de Larrako del 1540, Casa fuerte del secolo XVI. Ci sono poi parchi di San Roque, di Juan de Urrutia, El Salvador, complesso di campi sportivi, dell'Alto Lopez e il Cañon Delika.

## Feste
San Anton il 17 gennaio, Santa Ageda il 4 febbraio, il Carnaval con feste pubbliche e con protagonista il Kakarro, maschera locale negli ultimi giorni sabato, domenica e martedì, San Prudencio il 27 aprile e San Juan il 23 giugno.